# 헤이든 로크

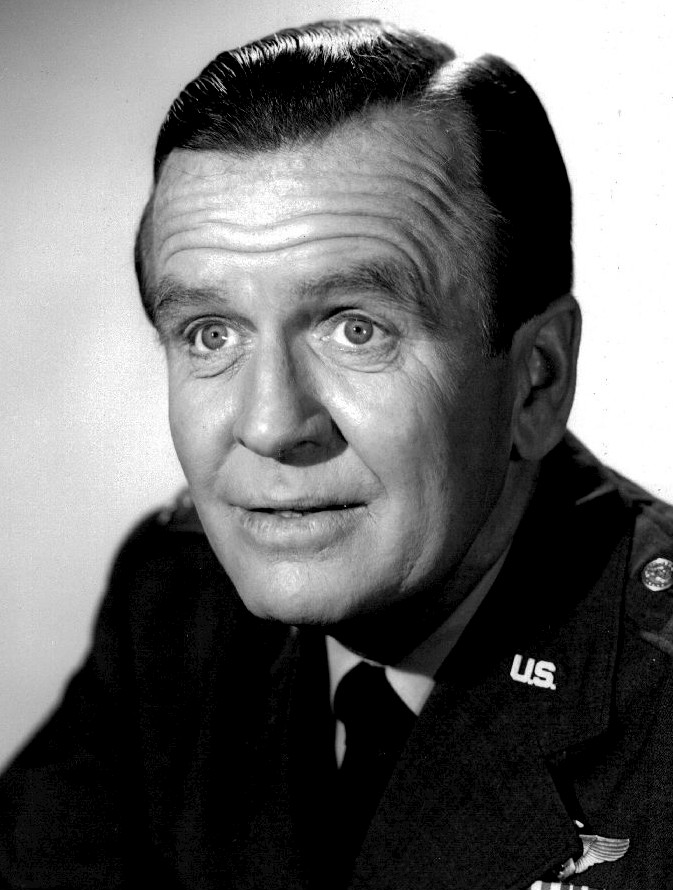

헤이든 로크(Hayden Rorke, 1910년 10월 23일 ~ 1987년 8월 19일)는 미국의 연극 배우, 영화배우, 텔레비전 배우이다.
브루클린에서 태어났다.

## 영화
- 내 사랑 지니 (1985년)
- 서든리, 러브 (1978년) - 웹스터 역
- 맨발의 경영자 (1971년)
- 내 사랑 지니 (1965년)
- 몰리 브라운 (1964년)
- 아이드 래더 비 리치 (1964년)
- 스릴 오브 잇 올 (1963년)
- 태미 텔 미 트루 (1961년)
- 포켓에 가득찬 행복 (1961년)
- 미드나잇 레이스 (1960년)
- 필로우 토크 (1959년)
- 디스 해피 필링 (1958년)
- 페리 메이슨 (1957년)
- 순정에 맺은 사랑 (1955년)
- 디즈니랜드 (1954년) - 제너럴 율리세스 S. 그랜트 역
- 럭키 미 (1954년)
- 슈퍼맨 - 54년작 3 (1954년)
- 더 걸 넥스트 도어 (1953년)
- 스커트 어호이 (1952년)
- 파더스 리틀 디버덴드 (1951년) - 닥터 앤드류 노델 역
- 프란시스 고즈 투 더 레이시스 (1951년)
- 스타리프트 (1951년)
- 세계가 충돌할 때 (1951년)
- 도둑이었던 왕자 (1951년)
- 매그니피선트 양키 (1950년)
- 론 레인저 - 49년 시리즈 (1949년)
- 로프 오브 샌드 (1949년)
- 디스 이즈 더 아미 (1943년)